# Temps composé
Pour l'album de Mehdi Nabti, voir Temps composés (album).
Un temps composé est un tiroir verbal composé morphologiquement de deux éléments : un auxiliaire et un participe. 
Au contraire du temps composé, le temps périphrastique est composé sémantiquement de deux éléments, le semi-auxiliaire et un infinitif. Dans le temps composé, le lien entre l'auxiliaire et le participe est purement morphologique. L'auxiliaire n'est en effet qu'un outil pur qui a perdu son sens initial (être, avoir), et pour cette raison il ne faut pas le confondre avec le verbe être utilisé dans son sens plein comme dans le devoir est terminé, phrase au présent et non au passé composé.
Les temps composés expriment une antériorité par rapport aux temps simples correspondants.

## Histoire

### Temps composés avec Avoir
Le verbe avoir, utilisé comme auxiliaire principal des temps composés, provient du verbe latin habeo - habere (je possède / je tiens - posséder / tenir), qui n'est pas utilisé comme auxiliaire et a valeur pleine en latin classique.
Dans toutes les langues romanes, ce verbe a commencé par prendre un rôle de semi-auxiliaire à partir de certaines tournures d'opinion ou de perception, employées seulement avec des verbes exprimant des opérations intellectuelles (connaître, tenir pour certain, comprendre). Ainsi on trouve en latin classique, à côté de « Mea fides est cognita » (ma loyauté est reconnue - est est normalement sous-entendu - le participe parfait cognita s'accorde à mea fides) des phrases exprimant une opinion : « Meam fidem habent cognitam » (ma loyauté [ils le tiennent pour certain est] reconnue), ils tiennent ma loyauté pour reconnue, ils ont eu l'expérience de ma loyauté. Ce type d'expression s'est progressivement généralisé.
Puis sur le même modèle, avec d'autres verbes : « Habeo litteras scriptas », « j'ai une lettre écrite » (scriptas, participe parfait accordé à son objet litteras). Dans cette forme, habeo conserve sa valeur sémantique de posséder (avoir en soi ou avec soi).  Comme en français moderne, « J'ai une lettre écrite » se lit comme un participe employé comme épithète (« une lettre écrite »), ce participe (passif et passé) marquant que l'action d'écrire, appliquée sur la lettre, est achevée au moment du présent que l'on considère (« j'ai une lettre »). Cette tournure ne se substitue pas à la forme grammaticale du verbe conjugué au parfait : « Litteras scripsi », « j'écrivis une lettre », où le temps que l'on considère est celui de l'écriture.
Outre le présent, à l'origine du passé composé, la construction peut bien entendu se comprendre quel que soit le temps utilisé pour habere, conduisant aux différents temps composés.
En latin tardif, le verbe finit par perdre son sens propre, pour ne plus conserver qu'un aspect temporel. Ainsi Grégoire de Tours écrit au VIe siècle : « episcopum invitatum habes », non plus dans un sens « tu tiens l'évêque invité », mais bien dans le sens moderne, « tu as invité l'évêque ». Le participe est à présent juxtaposé à habeo, qui  a perdu tout sens propre au sein d'un groupe verbal composé. Le participe continue cependant à s'accorder régulièrement avec son objet, et l'ordre des différents composants demeure variable.
Enfin, au français classique, la périphrase avoir + participe passé s'impose définitivement, en même temps que l'ordre normal des éléments fige la place du complément d'objet après le groupe verbal, et que les déclinaisons disparaissent, rendues inutiles par cet ordre figé. Dans la conjugaison composée, au sein du groupe verbal, le participe passé est alors normalement placé avant son objet, avec lequel il perd progressivement son accord. Il retrouve en revanche cet accord lorsque l'ordre normal est perturbé, et que le participe se retrouve en position d'épithète, placé après son objet mis en relief. C'est cette distinction qui est à l'origine de l'accord du participe passé en français moderne.

### Temps composés avec Être
Les verbes être et esse remontent à une racine indo-européenne *es- qui a donné naissance à des formes apparentées dans de nombreuses langues indo-européennes, utilisées comme copule ou comme auxiliaire .
En latin classique, le passif peut être marqué par des désinences (« amor » = je suis aimé), mais certains temps passés du passif avaient déjà une forme composée, conjuguée sur le verbe être : « amatus sum » (= j'ai été aimé). Le verbe latin esse sert d'auxiliaire du passif, mais dans des emplois moins nombreux que dans les langues romanes, puisque les passifs n'y recourent qu'aux temps du perfectum : auditus est (il/elle a été entendu(e)) ; auditi eratis (vous aviez été entendus). C'est un suffixe qui indique normalement le passif aux temps de l'infectum : audit (il/elle entend) ; auditur (il/elle est entendu(e)).
Toutefois les verbes dits déponents, qui se conjuguent comme des passifs mais ont un sens actif, présentent aussi  des formes périphrastiques : imitatus est (il/elle a imité) auxquels font écho par leur forme et leur sens les intransitifs français recourant à l'auxiliaire être (il est allé).
L’origine historique du parfait « habere + participe passé » décrite ci-dessus ne peut se comprendre que pour des verbes acceptant un objet à l'accusatif, pour lesquels l'objet est susceptible d'être qualifié par le participe passé.
Inversement, dans le cas d'un verbe intransitif, les verbes intransitifs n'ont pas pu suivre cette évolution. La forme composée au moyen de l'auxiliaire esse a pu se maintenir et prendre le sens d'un passé composé : « venitus sum » se construit parallèlement à « amatus sum », mais sa valeur passive n'implique pas un agent particulier et ne peut pas se traduire par un "* j'ai été venu". De ce fait, alors qu'un « amatum habeo » évoluera normalement vers un « j'ai aimé », c'est ici le « venitus sum » qui porte la valeur du temps composé « je suis venu ».
L’italien a maintenu l’opposition entre les verbes intransitifs, conjugués avec l'auxiliaire essere, et les verbes transitifs utilisant l’auxiliaire avere.
Cette valeur s'est de même longtemps maintenue dans le français médiéval, mais son domaine d'emploi a rétréci au cours de l'histoire, la conjugaison des verbes intransitifs basculant progressivement sur une conjugaison « normale » avec l'auxiliaire Avoir :
« Il es-toit volé dessus déjà si loin, qu’elle ne le pouvoit plus rappeller » (Marguerite de Navarre, L’Heptaméron - 16e siècle)
« J’y suis courue en vain. » (Racine, La Thébaïde ou les Frères ennemis - fin 17e siècle)
La situation du français moderne résulte d'une évolution inachevée, où quelques verbes intransitifs sont encore conjugués avec Être, une poignée l'est avec l'un ou l'autre des deux auxiliaire (avec dans ce cas une nuance de sens), et la majorité des verbes intransitifs ont rejoint le camp régulier des conjugaisons utilisant l'auxiliaire Avoir.
La différence de sens entre l'auxiliaire Avoir et Être, quand le choix est possible, reflète cette différence étymologique : Être traduit un état passif, alors que Avoir correspond à une action achevée.
« Elle est accouchée depuis un mois » : le sens est celui d'un état, traduisant une action accomplie, état constaté et dont l'effet dure encore au moment que l'on considère.
« Elle a accouché il y a un mois » : au moment présent que l'on considère, l'action d'accoucher est une chose passée, achevée.
« Il est accouru dès qu'il a appris la nouvelle » : le sens est celui d'un état ; l'activité d'accourir a eu lieu et ses effets ne sont pas nécessairement achevés, il peut être encore là.
« Il a accouru pour participer à la fête » : au moment de participer à la fête, l'action d'accourir est une chose passée, achevée.

## En français
En français, il existe deux auxiliaires : être et avoir, l'un et l'autre employés selon le verbe et non selon le temps. Ainsi les deux auxiliaires se retrouvent dans tous les temps composés ou surcomposés, mais le passé composé de travailler est toujours construit avec l'auxiliaire avoir, alors qu'on utilisera toujours l'auxiliaire être avec le verbe venir (il est venu). Chaque auxiliaire peut se conjuguer pour former d'autres temps composés, voire des temps surcomposés.

### Conjugaisons avec Avoir - Temps composés
Tous les verbes transitifs et la plupart des verbes intransitifs se conjuguent normalement avec l’auxiliaire « Avoir ».
La conjugaison avec l’auxiliaire « Avoir », suivi du participe passé, évoque simultanément deux moments:
- Le temps auquel est conjugué le verbe « Avoir » : « j’ai mangé » signifie effectivement qu’on possède (verbe Avoir) maintenant, dans le présent, une caractéristique, qui est celle d’avoir mangé.
- Un temps passé par rapport au temps de l’auxiliaire: Si cette caractéristique est acquise, c’est que l’activité qui permet de l’acquérir (manger) est accomplie - située dans le passé par rapport au temps considéré.

Cette construction peut être faite avec tous les temps de l’auxiliaire, la signification étant toujours liée d’une part au temps de l’auxiliaire, et d’autre part à un temps passé par rapport à cette première référence.

### Formation des temps composés
La composition ne pose généralement pas de problème, si ce n’est que les formes peuvent être plus ou moins habituelles.
Les temps composés courants sont les suivants :
| Exemple | Temps de l'auxiliaire | Temps composé                | Exemple                                                                |
| --- | --------------------- | ---------------------------- | ---------------------------------------------------------------------- |
| Je n’ai plus faim | Présent               | Passé composé                | J’ai mangé à midi un excellent repas.                                  |
| Je n’avais plus faim | Imparfait             | Plus que parfait             | J’avais mangé quand il entra.                                          |
| Je n’eus plus faim. | Passé simple          | Passé antérieur              | Quand j’eus mangé, il entra.                                           |
| Je n’aurai plus faim | Futur                 | Futur antérieur              | Quand j’aurai mangé, je partirai.                                      |
| Pourvu que tu n’aies pas faim ! | Subjonctif présent    | Subjonctif passé             | Je ne pense pas que tu aies mangé avant l’orage.                       |
| Ne plus avoir faim... | Infinitif             | infinitif passé              | Avoir mangé me rend somnolent.                                         |
| Les temps composés plus rares: |                       |                              |                                                                        |
| N’ayez pas faim! | Impératif             | Impératif passé (rare)       | Au moins, avant d’entamer un pot de confiture, ayez fini le précédent! |
| J'aurais préféré que tu n’eusses pas faim | Subjonctif imparfait  | Subjonctif plus que parfait  | J’aurais préféré que tu eusses mangé avant l’orage.                    |
| Tu n’aurais pas faim si tu mangeais | Conditionnel          | Conditionnel passé 1re forme | Tu 'aurais mangé gratuitement s’il était venu.                         |
| J'aurais préféré que tu fusses ici | Subjonctif imparfait  | Conditionnel passé 2e forme  | il n’eût pas résisté si je fusse arrivé à temps.                       |
| Enfin, l’auxiliaire peut lui-même être à un temps composé, ce qui donne des temps sur-composés. Toutes les formes sont imaginables, mais la seule d’usage réel est le passé sur-composé : |                       |                              |                                                                        |
| Il a eu faim | Passé composé         | Passé sur-composé            | il est parti dès qu’il a eu fini son travail.                          |

### Irrégularités: conjugaisons avec ÊTRE
Certains verbes intransitifs conjuguent leur temps composés avec le verbe être, comme s’il s’agissait d’une tournure passive (et s’accordent en conséquence).

#### Verbes se conjuguant avecÊtrequand ils n'ont pas de COD
Les verbes descendre, monter, passer, redescendre, remonter, rentrer, repasser, ressortir, ressusciter, retourner, sortir, tomber(*) se conjuguent avec Être, quand ils sont employés intransitivement. Cette forme marque que le participe passé marque l'état du sujet (forme attribut et accomplie) et non une  hypothétique action en train d'être accomplie sur le sujet :
« Elle est retournée à Paris » : personne ne l'a retournée, c'est simplement l'état du sujet à la suite des circonstances.
Ils retrouvent en revanche une conjugaison normale quand ils sont utilisés transitivement :
« Elle a retourné les grillades. »
(*) Pour le verbe tomber, le sens transitif est d’acquisition récente et reste un régionalisme : « Il a tombé la veste. »

#### Verbes intransitifs se conjuguant avecÊtre
Quelques verbes intransitifs se conjuguent avec l’auxiliaire Être. Ces verbes étant intransitifs, la forme conjuguée avec l’auxiliaire Être ne peut pas se confondre avec une forme passive.
Les verbes accourir, advenir, aller, apparaître, arriver, décéder, demeurer, devenir, échoir, entrer, intervenir, mourir, naître, obvenir, partir, parvenir, provenir, réapparaître, redevenir, reparaître, repartir, rester, retomber, revenir, survenir, venir se conjuguent avec l’auxiliaire Être aux temps composés.
L'exemple extrême est le verbe mourir, qui n'a pas réellement de participe passé ; la forme des temps composés est celle d'un attribut, construit sur un adjectif verbal « équivalent » (marquant l'équivalence de l'adjectif verbal accompli et du participe passé inaccompli), et non sur un vrai participe passé : « Elle est morte », au lieu d'un hypothétique « Elle *a mouru ».
« Elle est revenue ce matin. » (personne n'a pu *la revenir - il n'y a pas de complément d'agent possible).
Noter qu'inversement, les verbes essentiellement intransitifs ne se conjuguent pas nécessairement avec l’auxiliaire Être :  abdiquer, aboyer... Si un verbe essentiellement intransitif est néanmoins employé avec l’auxiliaire Être, la différence de sens (si elle est possible) est celle des verbes pouvant être conjugués avec l’auxiliaire Avoir ou Être.

#### Verbes pouvant être conjugués avecAvoirouÊtre
Certains verbes peuvent se conjuguer avec l’auxiliaire Avoir ou l’auxiliaire Être aux temps composés. Dans ce cas, il y a une nuance de sens (subtile et le plus souvent ignorée) :
- L’auxiliaire Avoir évoque l'état acquis d'une action nécessairement achevée (avec Avoir, le participe évoque un temps passé, accompli par rapport à celui de l’auxiliaire) :
« Nous avons demeuré longtemps dans cette maison » (mais c'est à présent fini).
« La mode des pins a passé » (c'est à présent démodé).
« Elle a accouché sans complication » (l'action, achevée, s'est bien déroulé, il n'y a pas lieu d'y revenir).
« Il a accouru pour la fête » (cette action qu'on évoque est à présent achevée, il n'y a plus de précipitation).
- L’auxiliaire Être évoque l'action en train de se dérouler, qui peut s'être prolongé jusqu'au présent (avec Être, le participe évoque une caractéristique passive, inaccomplie et qui n'est pas nécessairement passée par rapport au temps de l’auxiliaire) :
« Nous sommes demeurés dans cette maison » (et nous pourrions y être encore).
« La mode des pin’s est passée dans les années 90 » (on évoque le moment où cette mode était en train de passer).
« Elle est accouché d'un garçon » (l'effet de l'accouchement se prolonge jusqu'au présent, puisque le bébé est là).
« Il est accouru sitôt la nouvelle connue » (le résultat est qu'il était là, et est peut-être encore là).